# Deponentní sloveso
Deponentní slovesa jsou v lingvistice taková slovesa, která mají pouze tvary trpného rodu (nebo media), ačkoliv jejich význam je činný. Existují například v latině, staré řečtině, sanskrtu či ve švédštině a norštině.
Název je odvozen z latinského dēpōnēns „odkládající“, neboť tato slovesa „odložila“ svůj trpný význam (resp. své aktivní tvary).
Vyskytují se též slovesa „semideponentní“, která odkládají aktivní tvary pouze v některých časech. Např. čtyři latinská slovesa (audēre, odvažovat se; gaudēre, radovat se; solēre, mít ve zvyku; a fīdere, důvěřovat) mají pasivní tvary s aktivním významem pouze v perfektu (ausus sum „odvážil jsem se“, gāvīsus sum „zaradoval jsem se“, solitus sum „měl jsem ve zvyku“ a fīsus sum „pojal jsem důvěru“).
Příbuzným mluvnickým jevem (a snad i předchůdcem sloves deponentních) jsou slovesa reflexivní, a to ta z nich, která se vyskytují jedině v doprovodu zvratných zájmen a tvary bez těchto zájmen jsou u nich přímo nesmyslné. Příklady takovýchto reflexivních sloves lze najít i v češtině, např. „smát se“, „týkat se“, „starat se“.
Na rozdíl od reflexivních sloves ovšem deponentní slovesa nemusí být nutně nepřechodná, například latinské hortor „povzbuzuji“ se pojí s předmětem v akuzativu.